# Аннус Лембіт Ельмарович
Лембіт Ельмарович Аннус (ест. Lembit Annus, рос. Лембит Эльмарович Аннус, 17 вересня 1941, Кохтла-Ярве, тепер Естонія — 4 липня 2018, Таллінн, Естонія) — естонський та радянський діяч, 1-й секретар ЦК Комуністичної партії Естонії (КПРС). Депутат Верховної ради Естонської РСР. Член ЦК КПРС у 1990—1991 роках. Член Політичного бюро ЦК КПРС з 31 січня по 23 серпня 1991 року. Кандидат історичних наук.

## Життєпис
Народився в родині робітника. У 1960 році закінчив Талліннський будівельно-монтажний технікум. У 1960—1961 роках служив у Радянській армії.
У 1961—1964 роках працював бригадиром, майстром Талліннського міського ремонтно-будівельного управління.
Член КПРС з 1963 року.
У 1964 році — начальник цеху комбінату побутового обслуговування «Тее» у Таллінні.
У 1964—1967 роках — 2-й секретар Морського районного комітету ЛКСМ Естонії міста Таллінна.
У 1967—1971 роках — завідувач відділу спортивної і оборонно-масової роботи ЦК ЛКСМ Естонії.
У 1971—1973 роках — завідувач організаційного відділу Морського районного комітету КП Естонії міста Таллінна.
У 1973 році закінчив Заочну Вищу партійну школу при ЦК КПРС. 
У 1973—1974 роках — інструктор, з 1974 року — завідувач сектору відділу організаційно-партійної роботи ЦК КП Естонії.
У 1979 році закінчив Академію суспільних наук при ЦК КПРС.
У 1979—1980 роках — заступник завідувача відділу організаційно-партійної роботи ЦК КП Естонії.
У 1980—1983 роках — помічник першого секретаря ЦК Комуністичної партії Естонії Карла Вайно.
У 1983—1989 роках — головний редактор журналу ЦК КП Естонії «Еесті комуніст».
З 1989 року — інспектор ЦК Комуністичної партії Естонії.
З березня по грудень 1990 року — 1-й секретар Калінінського районного комітету КП Естонії міста Таллінна.
15 грудня 1990 — серпень 1991 року — 1-й секретар ЦК Комуністичної партії Естонії (КПРС). На XXVIII з'їзді КПРС у липні 1990 року обраний членом ЦК КПРС.
З серпня 1991 року працював власним кореспондентом газети «Правда» в Естонії.
З 1993 по 1999 рік — депутат Талліннських міських зборів, член Політвиконкому Союзу Комуністичних партій — Комуністичної партії Радянського Союзу. Згодом був членом Конституційної партії Естонії та Об'єднаної лівої партії Естонії.
Помер 4 липня 2018 року в місті Таллінні.